# КС Миовени
Миовени (на румънски: Clubul Sportiv Mioveni) е румънски футболен клуб от едноименния град Миовени, Арджеш, Румъния, основан през 2000 г.

## История
От момента на основаването си, като „АС Миовени 2000“, клубът започва участието си в четвърта лига. Още на следващата година отборът се обединява с „Дачия Питещ“ и заема мястото му в трета лига под името „АС Дачия Миовени“. От лятото на 2002 година отборът вече е член на Втора румънска лига.
През 2007 год. „Дачия“ за първи път влиза във висшата лига. Там тя заема шестнайстото място от осемнайсет клуба и се завръща във втора лига.

## Предишни имена
| Години    | Име                               |
| --------- | --------------------------------- |
| 2000-2001 | АС „Миовени 2000“ AS Mioveni 2000 |
| 2001-2010 | „Дачия“ (Миовени) Dacia Mioveni   |
| 2010-     | КС „Миовени“ CS Mioveni           |

## Успехи
- Лига I (1 ниво)
  - 16-то място (2): 2017/18, 2022/23
- Купа на Румъния
  - 1/2 финалист (1): 2007/08
- Лига II (2 ниво)
  -  „Вицешампион (2):“ 2006/07, 2014/15
- Лига III (3 ниво)
  -  Шампион (1): 2002/03